# Filip Sachpekidis
Filip Filipos Lars Sachpekidis (ur. 3 lipca 1997 w Kalmarze) – szwedzki piłkarz grający na pozycji lewego pomocnika w klubie Kalmar FF.

## Kariera juniorska
Sachpekidis grał jako junior w Lindsdals IF oraz w Kalmar FF (do 2013).

## Kariera seniorska

### Kalmar FF
Sachpekidisa awansowano do pierwszej drużyny Kalmar FF 24 maja 2013. Zadebiutował on dla tego klubu 3 sierpnia 2013 w meczu z Syrianska FC (wyg. 1:0), zdobywając wówczas jedyną bramkę w tym spotkaniu.

## Kariera reprezentacyjna
| Mecze i gole w reprezentacji | Mecze i gole w reprezentacji | Mecze i gole w reprezentacji | Mecze i gole w reprezentacji | Mecze i gole w reprezentacji | Mecze i gole w reprezentacji | Mecze i gole w reprezentacji | Mecze i gole w reprezentacji                  |
| Szwecja U-15                 | Szwecja U-15                 | Szwecja U-15                 | Szwecja U-15                 | Szwecja U-15                 | Szwecja U-15                 | Szwecja U-15                 | Szwecja U-15                                  |
| Lp.                          | Data                         | Miejsce                      | Gospodarz                    | Gość                         | Wynik                        | Gol                          | Rozgrywki                                     |
| ---------------------------- | ---------------------------- | ---------------------------- | ---------------------------- | ---------------------------- | ---------------------------- | ---------------------------- | --------------------------------------------- |
| 1.                           | 21.08.2012                   | Jakobstad                    | Finlandia U-15               | Szwecja U-15                 | 0:1                          |                              | Mecz towarzyski                               |
| 2.                           | 23.08.2012                   |                              | Finlandia U-15               | Szwecja U-15                 | 2:5                          | Gol                          | Mecz towarzyski                               |
| 3.                           | 18.09.2012                   | Ockelbo                      | Szwecja U-15                 | Norwegia U-15                | 2:1                          |                              | Mecz towarzyski                               |
| 4.                           | 20.09.2012                   | Gävle                        | Szwecja U-15                 | Norwegia U-15                | 0:1                          |                              | Mecz towarzyski                               |
| Szwecja U-16                 |                              |                              |                              |                              |                              |                              |                                               |
| Lp.                          | Data                         | Miejsce                      | Gospodarz                    | Gość                         | Wynik                        | Gol                          | Rozgrywki                                     |
| 1.                           | 03.05.2013                   | Ryga                         | Łotwa U-16                   | Szwecja U-16                 | 1:2                          | Gol                          | Turniej w Rydze                               |
| 2.                           | 05.08.2013                   | Vang På Hedmark              | Dania U-16                   | Szwecja U-16                 | 4:0                          |                              | Nordycki Turniej                              |
| 3.                           | 06.08.2013                   | Brumunddal                   | Norwegia U-16 B              | Szwecja U-16                 | 1:1                          |                              | Nordycki Turniej                              |
| 4.                           | 08.08.2013                   | Vang På Hedmark              | Islandia U-16                | Szwecja U-16                 | 2:1                          |                              | Nordycki Turniej                              |
| 5.                           | 10.08.2013                   | Brumunddal                   | Wyspy Owcze U-16             | Szwecja U-16                 | 1:6                          | Gol                          | Nordycki Turniej                              |
| 6.                           | 17.09.2013                   | Västerås                     | Szwecja U-16                 | Rumunia U-16                 | 1:1                          |                              | Mecz towarzyski                               |
| 7.                           | 19.09.2013                   | Kungsör                      | Szwecja U-16                 | Rumunia U-16                 | 1:1                          | Gol                          | Mecz towarzyski                               |
| Szwecja U-17                 |                              |                              |                              |                              |                              |                              |                                               |
| Lp.                          | Data                         | Miejsce                      | Gospodarz                    | Gość                         | Wynik                        | Gol                          | Rozgrywki                                     |
| 1.                           | 19.10.2013                   | Olita                        | Litwa U-17                   | Szwecja U-17                 | 3:0                          |                              | Mistrzostwa Europy U-17 2014 – eliminacje     |
| 2.                           | 22.10.2013                   | Kowno                        | Ukraina U-17                 | Szwecja U-17                 | 0:0                          |                              | Mistrzostwa Europy U-17 2014 – eliminacje     |
| 3.                           | 24.10.2013                   | Mariampol                    | Szwecja U-17                 | Włochy U-17                  | 0:3                          |                              | Mistrzostwa Europy U-17 2014 – eliminacje     |
| 4.                           | 05.02.2014                   | Murcja                       | Turcja U-17                  | Szwecja U-17                 | 1:1                          | Gol                          | Mecz towarzyski                               |
| 5.                           | 09.02.2014                   | Murcja                       | Norwegia U-17                | Szwecja U-17                 | 2:1                          |                              | Mecz towarzyski                               |
| 6.                           | 22.03.2014                   | Antwerpia                    | Holandia U-17                | Szwecja U-17                 | 2:0                          |                              | Mistrzostwa Europy U-17 2014 – runda elitarna |
| 7.                           | 25.03.2014                   | Antwerpia                    | Austria U-17                 | Szwecja U-17                 | 1:0                          |                              | Mistrzostwa Europy U-17 2014 – runda elitarna |
| Szwecja U-18                 |                              |                              |                              |                              |                              |                              |                                               |
| Lp.                          | Data                         | Miejsce                      | Gospodarz                    | Gość                         | Wynik                        | Gol                          | Rozgrywki                                     |
| 1.                           | 03.09.2015                   | Køge                         | Szwecja U-18                 | Norwegia U-18                | 2:1                          | Gol                          | Mecz towarzyski                               |
| 2.                           | 07.09.2015                   | Gävle                        | Szwecja U-18                 | Dania U-18                   | 5:0                          |                              | Mecz towarzyski                               |
| 3.                           | 13.11.2015                   | Völklingen                   | Niemcy U-18                  | Szwecja U-18                 | 3:0                          |                              | Mecz towarzyski                               |
| 4.                           | 17.11.2015                   | Pasching                     | Szwecja U-18                 | Serbia U-18                  | 1:1                          |                              | Mecz towarzyski                               |
| Szwecja U-19                 |                              |                              |                              |                              |                              |                              |                                               |
| Lp.                          | Data                         | Miejsce                      | Gospodarz                    | Gość                         | Wynik                        | Gol                          | Rozgrywki                                     |
| 1.                           | 07.10.2015                   | Ieper                        | Szwecja U-19                 | Białoruś U-19                | 2:0                          |                              | Mistrzostwa Europy U-19 2016 – eliminacje     |
| 2.                           | 09.10.2015                   | Deinze                       | San Marino U-19              | Szwecja U-19                 | 0:1                          |                              | Mistrzostwa Europy U-19 2016 – eliminacje     |
| 3.                           | 12.10.2015                   | Deinze                       | Belgia U-19                  | Szwecja U-19                 | 2:0                          |                              | Mistrzostwa Europy U-19 2016 – eliminacje     |